# Sara Baras
Pour les articles homonymes, voir Baras.
Sara Baras, née à San Fernando dans la Province de Cadix le 25 avril 1971, est une danseuse espagnole de flamenco.

## Biographie
Fille de Concha Baras, elle commence la danse à l'âge de huit ans dans l'école fondée par sa mère. À 15 ans, Sara Baras fait ses premiers pas sur scène, et c'est à 18 ans qu'elle se voit remettre par la télévision espagnole le premier prix du concours Gente Joven réservé aux jeunes talents. En 1989, elle intègre la compagnie Gitanos de Jerez de Manuel Morao avec laquelle elle obtient la reconnaissance nationale (en 1993, la ville de Séville lui décerne le prix Madroño Flamenco) et internationale.
L'année suivante elle collabore avec le chanteur Enrique Morente et la compagnie de Paco Peña à l'occasion d'une tournée européenne.
L'année 1995 est marquée par une nouvelle tournée de six mois en Chine, en Corée du Sud et au Japon. En mai 1996, Merche Esmeralda l'invite à participer à son spectacle Mujeres et à la suite du succès rencontré en Espagne, Antonio Canales lui propose de danser dans son nouveau spectacle Gitano.
Elle fonde sa propre compagnie, le Ballet Flamenco Sara Baras en 1998. Sa première chorégraphie, Sensaciones, est créé par sa compagnie à Murcie en avril de la même année.
En 2020, elle reçoit la Médaille d'or du mérite des beaux-arts, décernée par le Ministère de la Culture espagnol.

## Principales créations chorégraphiques
- 1998 : Sensaciones
- 1999 : Cádiz-La Isla
- 2000 : Juana la Loca
- 2002 : Mariana Pineda
- 2004 : Sara Baras Ballet Flamenco
- 2007 : Carmen
- 2008 : Ana
- 2012 : La Pepa
- 2014 : Voces
- 2019 : Sombras
- 2022 : Alma
- 2024 : Vuela